# Casa La Armonía
La Casa La Armonía, La Armonía o Casa de la Torre Blanca (en catalán: L'Harmonia) es una edificación renacentista situada en la localidad española de Hospitalet de Llobregat, declarada Bien de Interés Cultural (BIC) y Bien Cultural de Interés Nacional de Cataluña.

## Descripción
Se trata de una casa grande de planta cuadrangular con tejado a cuatro vertientes. La fachada principal marca la jerarquía de las tres plantas en el interior, propia de las casas señoriales renacentistas. En la planta baja se abre una gran puerta de arco de medio punto adintelado, en el centro, y una ventana cuadrangular por cada lado. En el primer piso, siguiendo el eje de las aberturas de la planta baja, hay tres ventanas; la del centro es doble y tiene una decoración escultórica en el dintel. Todas estas aberturas están enmarcadas por grandes sillares de piedra. En el desván hay una galería pequeña de arcos de medio punto, hechos de ladrillo y con el contorno moldurado. En el ángulo izquierdo de la fachada hay una torreta de planta circular que da a la edificación un aire de fortaleza. El paramento del edificio es de sillares pequeños, mal cortados, excepto los ángulos que son sillares de grandes dimensiones.

## Historia
El edificio se encuentra en el barrio del centro de Hospitalet, y pertenecía a la heredad de la Torre Blanca, mencionada desde el siglo XI, junto a la cual, a finales del siglo XII, aparece en las crónicas un pequeño hospital, llamado de la Torre Blanca, situado en la entonces parroquia de Provençana. Desde el siglo XIV, la heredad perteneció a la familia Oliver, una de las familias tradicionales de Hospitalet. Alrededor del hospital se formó un pequeño núcleo de población, que el siglo XV se llamó Pobla de l'Hospitalet y que, con el tiempo, se convertiría en el nombre actual de la localidad. La casa se construyó en 1595, posiblemente en el lugar donde estuvo la Torre Blanca. Con este mismo nombre, en fechas recientes, ocupó la casa una sociedad que la tuvo por sede desde 1866 hasta los años 1930. Actualmente la casa está destinada al Ateneo de Cultura Popular de Hospitalet.